# Zonza
Zonza település Franciaországban, Corse-du-Sud megyében. Lakosainak száma 2869 fő (2022. január 1.). Zonza Conca, Lecci, Quenza és San-Gavino-di-Carbini községekkel határos.

## Népesség
A település népessége az elmúlt években az alábbi módon változott:
| Lakosok száma | 835  | 1503 | 1600 | 2132 | 2553 | 2675 | 2722 | 2759 | 2755 | 2869 |
|               | 1968 | 1982 | 1990 | 2006 | 2013 | 2015 | 2017 | 2019 | 2020 | 2022 |